# That They May Know You
That They May Know You – EP amerykańskiego zespołu muzycznego Haste the Day. Tytuł pochodzi z Ewangelii Jana: "Now this is eternal life, that they may know You, the only true God and Jesus Christ whom You have sent" (pol. "A to jest życie wieczne: aby znali Ciebie, jedynego prawdziwego Boga, oraz Tego, którego posłałeś, Jezusa Chrystusa") (J 17:3). Na albumie znajduje się 7 utworów, w tym jeden instrumentalny - Epitaph. Wśród tekstów piosenek dominuje tematyka chrześcijańska.

## Lista utworów
1. "Many Waters" – 3:47
2. "Substance" – 3:50
3. "As Lambs" – 3:34
4. "Who We Are" – 5:19
5. "Epitaph" – 4:39
6. "The Dry Season" – 4:55
7. "Autumn" – 5:25

## Twórcy
- Jimmy Ryan – wokal
- Brennan Chaulk – gitara, wokal
- Jason Barnes – gitara
- Mike Murphy – gitara basowa, wokal
- Devin Chaulk – perkusja, wokal